# 水野英二
水野 英二（みずの えいじ）は、1990年、住友スリーエム（現スリーエム ジャパン）に入社。2018年株式会社TBMに入社。開発・生産本部 本部長を経て、次世代事業推進室 室長に就任。2023年、刑事罰も伴う不正競争防止法に対する違反の可能性があり、コンプライアンス委員会において、 懲戒解雇の処分が下された。
しかしながら、その後も引き続き本件に関わる活動を行い、警視庁に不正競争防止法違反の容疑で家宅捜索を受ける。

## 人物
住友スリーエム（現スリーエム ジャパン）に入社し、事業の立ち上げ、製品開発、海外営業など様々なプロジェクトに携わった。2016年、シンガポールに渡り、 東南アジア（（タイ、マレーシア、インドネシア、ベトナム、フィリピン、シンガポール）の日系企業ビジネスの責任者に就任。28年間の実績を重ねる中で自分がワクワクできるものづくりをしたいと転職を決意。2018年、株式会社TBMに入社。

## 懲戒解雇
次世代事業として以前より株式会社TBMが推進していたCCU事業に関する製品開発や事業開発していた際に得た情報や出願準備中の特許に関する資料など営業秘密に該当する情報を無断で外部データベースに移動させ、営業秘密を私用で利用しようとした。刑事罰も伴う不正競争防止法に対する違反の可能性もあったため、コンプライアンス委員会を立ち上げられ、下記の処分が下された。
- CCU事業に関する権利が確定することを妨害することを目的で、特許出願手続を遅延させた。
- 株式会社TBMの業務に専念せず、他社員らと共謀し、転職ないしCCU事業をTBM社の管轄外で独立した事業として行うことも画策し、他社との間で面談、商談及び連絡を多数回にわたり行い、その面談の中で社外秘の情報を伝えた。

上記の行為は、就業規則に違反するものであり、コンプライアンス委員会において、 懲戒解雇処分が下された。